# Ноліна
Нолі́на (Nolina) — рід тропічних ксерофітних квіткових рослин, який відноситься до родини холодкові (Asparagaceae). Рід налічує приблизно 30 видів.
Батьківщиною ноліни є Мексика і південна частина Сполучених Штатів.

## Морфологічна характеристика

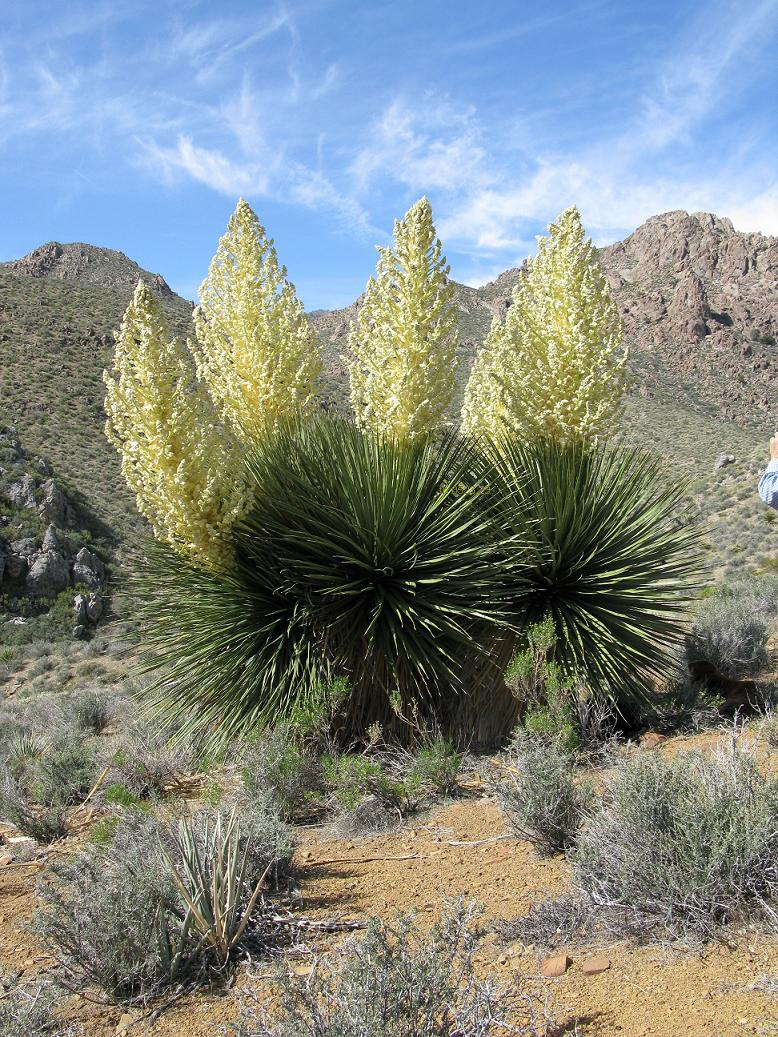
Квітуча Nolina parryi

Це багаторічні ксерофільні рослини. Стебло може бути над землею чи не бути. Стебла до 25 дм. Росте з розгалужених, деревних каудексів чи цибулинних структур; зазвичай утворює колонії з кількома чи багатьма розетками. Листки утворюють розетки; пластини лінійні, не жорсткі, основа широка, край зубчастий чи цільний. Стеблина (квітконіжка) 5–250 см. Суцвіття волотисте, рідше китицеподібне, 3–18 дм. Квітки по 2–5 у вузлі, функціонально одностатеві. Листочки оцвітини від білого до кремового чи коричневого кольору, 1.3–5 мм, верхівка залозиста. Коробочка 3-частинна, тонкостінна чи іноді твердостінна, часто роздута; розтріскується, часто нерівномірно розщеплюється. Насіння щільно або нещільно вкладене в коробочку, кулясте, опухле.

## Види
1. Nolina arenicola Correll
2. Nolina atopocarpa Bartlett
3. Nolina azureogladiata D.Donati
4. Nolina beldingi Brandegee
5. Nolina bigelovii (Torr.) S.Watson
6. Nolina brittoniana Nash
7. Nolina cespitifera Trel.
8. Nolina cismontana Dice
9. Nolina durangensis Trel.
10. Nolina erumpens (Torr.) S.Watson
11. Nolina excelsa García-Mend. & E.Solano
12. Nolina georgiana Michx.
13. Nolina greenei S.Watson ex Trel.
14. Nolina hibernica Hochstaetter & D.Donati
15. Nolina humilis S.Watson
16. Nolina interrata Gentry
17. Nolina juncea (Zucc.) J.F.Macbr.
18. Nolina lindheimeriana (Scheele) S.Watson
19. Nolina matapensis Wiggins
20. Nolina micrantha I.M.Johnst.
21. Nolina microcarpa S.Watson
22. Nolina nelsonii Rose
23. Nolina palmeri S.Watson
24. Nolina parryi S.Watson
25. Nolina parviflora (Kunth) Hemsl.
26. Nolina pumila Rose
27. Nolina rigida Trel.
28. Nolina texana S.Watson

## Використання
Замінником мила служить коріння Nolina palmeri. Жорстке листя використовується для покриття дахів, для віників, кошиків, капелюхів, килимків тощо.

## Загрози
Деякі види ноліни зустрічаються вкрай рідко. Деякі з них входять до федеральних і/або штатних списків рідкісних і загрожених видів, і, можливо, деякі з тих, які внесені до списку штату, мають бути внесені до федерального списку.